# 23774 Herbelliott
23774 Herbelliott este un asteroid din centura principală de asteroizi.

## Descriere
23774 Herbelliott este un asteroid din centura principală de asteroizi. A fost descoperit pe 26 iunie 1998 la Reedy Creek de John Broughton. Asteroidul prezintă o orbită caracterizată de o semiaxă mare de 2,60 ua, o excentricitate de 0,18 și o înclinație de 13,5° în raport cu ecliptica.